# Biosferni rezervat jezero Manyara
Biosferni rezervat jezera Manyara (ustanovljen leta 1981) je Unescov biosferni rezervat v depresiji velikega tektonskega jarka, podaljšku Velike riftne doline v porečju jezera Manyara v severni Tanzaniji. Rezervat upravlja narodni park jezera Manyara.

## Zgodovina
Biosferni rezervat je bil del projekta UNESCO-MAB "Biosphere Reserves for Biodiversity Conservation and Sustainable Development in Anglophone Africa (BRAAF)", katerega cilj je bil zagotoviti dolgoročno ohranjanje [[biotska raznovrstnost[biotske raznovrstnosti]g z vključitvijo lokalnega prebivalstva v njeno trajnostno rabo. Več projektov BRAAF je bilo namenjenih spodbujanju dejavnosti, ki ustvarjajo dohodek, kot je čebelarjenje, ali zatiranju okužbe s klopi v živini v pastirskih skupnostih.
Od leta 1999 je človeška populacija v biosfernem rezervatu ocenjena na več kot 250.000 ljudi. Ker se večina avtohtonih prebivalcev ukvarja s pastirstvom in kmetijstvom, sta to najpomembnejši družbeno-ekonomski dejavnosti na tem območju. Etnične skupine v regiji jezera Manyara so Masaji, Iraqw in Barabaig. Večina priseljencev v regiji je odvisna od turizma. Krivolov divjih živali za meso in trofeje, nezakonit ribolov, prodaja drv in oglja ogrožajo biotsko raznovrstnost v biosfernem rezervatu. 

## Geografija
Površina rezervata je 2.833.000 hektarjev. Osrednje območje je veliko 33.000 hektarjev, od tega je jezero Manyara 10.000 hektarjev, obkroženo z varovalnimi conami velikosti 1.000.000 hektarjev in prehodnim območjem 1.800.000 hektarjev.
Pod robom riftne doline trajni izviri na severu podpirajo gozd podzemne vode (zaznamujeta ga jesenovka Trichilia roka in širokolistni kroton Croton macrostachyus ali sestoji rumene Acacia xanthophloea. Območje so značilni tudi rečni habitati, močvirja, gozdovi in alkalna travišča.